# Europameisterschaften im Bogenschießen 1996
Die Europameisterschaften im Bogenschießen 1996 wurden vom 17. bis 23. Juni in der türkischen Stadt Kranjska Gora ausgetragen.

## Ergebnisse

### Recurvebogen
| Disziplin         | Gold                                                             | Silber                                                        | Bronze                                                              |
| ----------------- | ---------------------------------------------------------------- | ------------------------------------------------------------- | ------------------------------------------------------------------- |
| Männer Einzel     | Balschinima Zyrempilow                                           | Ilario Di Buò                                                 | Damien Letulle                                                      |
| Frauen Einzel     | Natalia Nasaridze                                                | Natalia Valeeva                                               | Elif Altınkaynak                                                    |
| Männer Mannschaft | Russland Gennadi Mitrofanow Bair Badjonow Balschinima Zyrempilow | Italien Ilario Di Buò Michele Frangilli Matteo Bisiani        | Frankreich Damien Letulle Lionel Torrés Sébastien Flûte             |
| Frauen Mannschaft | Italien Giovanna Aldegani Giuseppina Di Blasi Claudia Canali     | Ukraine Lina Herassymenko Natalija Bilucha Olena Sadownytscha | Niederlande Ljudmyla Arschannikowa Christel Verstegen Sjan van Dijk |

### Compoundbogen
| Disziplin         | Gold                                                     | Silber                                                       | Bronze                                                     |
| ----------------- | -------------------------------------------------------- | ------------------------------------------------------------ | ---------------------------------------------------------- |
| Männer Einzel     | Simon Tarplee                                            | Antonio Tosco                                                | Tibor Ondrik                                               |
| Frauen Einzel     | Petra Ericsson                                           | Bernarda Zemljak                                             | Anna Campagnoli                                            |
| Männer Mannschaft | Italien Antonio Tosco Mario Ruele Michele Palumbo        | Ungarn Tibor Ondrik János Povázson Péter Fehér               | Frankreich Stephane Guillard Gérard Douis Daniel Schneider |
| Frauen Mannschaft | Schweden Petra Ericsson Ulrika Sjöwall Pernilla Svensson | Italien Fabiola Palazzini Barbara Bettinelli Anna Campagnoli | Niederlande Marjon Pigney José Vogels Annemarie Puts       |

## Medaillenspiegel
| Platz  | Land           | Gold | Silber | Bronze | Gesamt |
| ------ | -------------- | ---- | ------ | ------ | ------ |
| 1      | Italien        | 2    | 4      | 1      | 7      |
| 2      | Russland       | 2    | –      | –      | 2      |
| 2      | Schweden       | 2    | –      | –      | 2      |
| 4      | Türkei         | 1    | –      | 1      | 2      |
| 5      | Großbritannien | 1    | –      | –      | 1      |
| 6      | Ungarn         | –    | 1      | 1      | 2      |
| 7      | Moldau         | –    | 1      | –      | 1      |
| 7      | Slowenien      | –    | 1      | –      | 1      |
| 7      | Ukraine        | –    | 1      | –      | 1      |
| 10     | Frankreich     | –    | –      | 3      | 3      |
| 11     | Niederlande    | –    | –      | 2      | 2      |
| Gesamt | Gesamt         | 8    | 8      | 8      | 24     |